# Guerrilha do Araguaia
Guerrilha do Araguaia foi um movimento guerrilheiro existente na região amazônica brasileira, ao longo do rio Araguaia, entre fins da década de 1960 e a primeira metade da década de 1970. Criada pelo Partido Comunista do Brasil (PCdoB), tinha por objetivo fomentar uma revolução socialista, a ser iniciada no campo, baseada nas experiências vitoriosas da Revolução Cubana e da Revolução Chinesa.
Combatida pelas Forças Armadas a partir de 1972, quando vários de seus integrantes já haviam se estabelecido na região há pelo menos seis anos, o palco das operações de combate entre a guerrilha e os militares se deu onde os estados de Tocantins, Pará e Maranhão faziam divisa. Seu nome vem do fato de se localizar às margens do rio Araguaia, próximo às cidades de São Geraldo do Araguaia e Marabá no Pará e de Xambioá, no norte de Goiás (região onde atualmente é o norte do estado de Tocantins, também denominada como Bico do Papagaio).
Estima-se que o movimento era composto por cerca de oitenta guerrilheiros sendo que, destes, menos de vinte sobreviveram, entre eles o ex-presidente do Partido dos Trabalhadores (PT), José Genoíno, que foi detido pelo Exército em 1972, ainda na primeira fase das operações militares. A maioria dos combatentes, formada principalmente por ex-estudantes universitários e profissionais liberais, foi morta em combate na selva ou executada após sua prisão pelos militares, durante as operações finais, em 1973 e 1974. Mais de cinquenta deles são considerados ainda hoje como desaparecidos políticos.
Desconhecida do restante do país à época em que ocorreu, protegida por uma cortina de silêncio e censura a que o movimento e as operações militares contra ela foram submetidos, os detalhes sobre a guerrilha só começaram a aparecer cerca de vinte anos após sua extinção pelas Forças Armadas, já no período de redemocratização.

## História

### O PCdoB chega ao Araguaia
Nos anos 60 do século XX, a região ao longo do qual corre o rio Araguaia era habitada por brasileiros em sua maioria vindos de outras regiões, principalmente do nordeste do país. Eram homens atrás de terras para o cultivo, garimpeiros atrás de pedras preciosas, caçadores atrás de peles de animais, migrantes procurando todo tipo de trabalho e riqueza que aquelas áreas virgens pudessem oferecer. Famílias inteiras, fugindo da seca nordestina, trabalhavam em fazendas por menos de um salário mínimo. Muitos plantavam mandioca e castanha-do-pará, a maioria analfabetos e explorados pelos poucos proprietários de terra, grileiros do lugar. Era o local ideal, segundo o PCdoB, para o início de uma revolta popular. A mesma avaliação, depois de descoberta a guerrilha, foi feita pelo Cenimar, o Centro de Informações da Marinha, que informava em relatório que a população da região vivia na miséria, sob o domínio de latifundiários e autoridades municipais corruptas.:92
A preparação dos guerrilheiros do PCdoB remonta ainda ao ano de 1964, quando os primeiros militantes iniciaram formação político-militar na China, visto que o Partido adotou a linha de guerra popular prolongada de inspiração maoista. Sua defesa da luta armada era anterior a 1964, e contrária à ideia de "foco" cubano e da revolução continental marxista-leninista. Entre 1964 e 1968, dezoito militantes haviam passado por treinamento militar na China, entre eles vários dos que agora se estabeleciam no Araguaia. No Brasil, um primeiro grupo de futuros guerrilheiros realizou seus primeiros treinamentos numa casa em São Vicente, na Baixada Santista, sob a direção e articulação de Armando Gimenez – antigo diretor do PCdoB em São Paulo – e Osvaldo Orlando da Costa.
Apenas quatro meses após o golpe militar, oficiais e sargentos brasileiros foram mandados para curso de combate na selva no Panamá, ministrado num centro de instrução mantido pelos norte-americanos naquele país.:413 Nesta época, as Forças Armadas iniciaram um estudo para efetuar as operações antiguerrilha. Estas foram envolvidas de um planejamento sigiloso que durou cerca de dois anos. Segundo os militares, era indesejável a eclosão de outros movimentos semelhantes em outras regiões do Brasil, pois isto ocasionaria uma eclosão de violência na região rural, o que poderia vir a desestabilizar o poder militar. Entre 1969 e 1971, os militares desmantelaram pequenas bases e infiltrações da ALN e da VAR-Palmares na região do Bico de Papagaio, sem maiores dificuldades,:413 na chamada "Operação Mesopotâmia", manobras de tropas realizadas em Imperatriz, no Maranhão.:99 O embrião da guerrilha do PCdoB, na área do Araguaia, Xambioá e Marabá, porém, continuava desconhecido.
Ponto de partida de uma guerra sem data marcada para começar, a mata também servia para esconder opositores políticos procurados em todas as áreas urbanas do Brasil pela ditadura militar. A partir de 1967, os primeiros combatentes começaram a chegar a área, vindos do sul, sudeste e do Maranhão, onde já se haviam instalado. Entre eles estavam João Amazonas, o líder máximo do Partido, Elza Monnerat, Maurício Grabois, seu filho André Grabois, seu genro Gilberto Olímpio Maria, o médico João Carlos Haas Sobrinho e o gigante negro, engenheiro e campeão de boxe Osvaldo Orlando da Costa, o "Osvaldão", entre poucos outros.
Entre 1967 e 1971, transformaram-se em habitantes locais, abrindo pequenos comércios, bares, prestando pequenos atendimentos médicos de casa em casa, fazendo partos, caçando, pescando, plantando, transportando pessoas e víveres em canoas, abrindo uma farmácia, dando aulas para moradores e fazendo propaganda política em pequenas reuniões, inseridos na pequena e humilde sociedade local. Eram chamados pelos caboclos de "paulistas". Da primeira dezena que havia chegado em 1967/68, no começo da década de 1970 o grupo já contava de mais de sessenta militantes, homens e mulheres, vindos de diversos lugares do Brasil, quase todos jovens estudantes ou profissionais liberais, em preparação para uma revolução, que acreditavam, teria início ali. Usando codinomes, eram 'Cid', 'Mário', 'Dr. Juca', 'Dona Maria', 'Dina', 'Baianinha', 'Regina', 'Sônia', 'Zeca Fogoió', 'Mariadina', "Domingos" e 'Cazuza' entre outros, para os moradores do Araguaia. Eram ex-estudantes de química, arquitetura, geografia, engenharia, letras, física, astronomia, medicina, geologia e até uma trinca de irmãos, os Petit da Silva. Dezesseis já haviam sido presos anteriormente, oito deles no Congresso da UNE em Ibiúna, 1968. :410

Da esq. p/ dir. em sentido horário: João Amazonas, Elza Monnerat, Ângelo Arroyo e Maurício Grabois, comandantes da guerrilha.

Eram então cerca de 60 homens e mulheres, espalhados por uma área de cerca 6.500 km², que cobria os principais municípios e vilarejos do sudeste do Pará. Divididos em três destacamentos, A, B e C, o A atuava ao longo da Transamazônica, nas regiões de Faveiro, Fazenda São José, São João do Araguaia e Metade; o B cobria o nordeste da serra das Andorinhas, no chamado vale do rio Gameleira e o C a sudoeste da serra das Andorinhas, cobrindo as bases de Pau Preto, Abóbora e Esperancinha. Usavam de deslocamento constante pela mata e não permaneciam presos à suas bases locais.
Apesar do esforço em se passar e se misturar aos locais, sua aparência, modos e maneira de se expressar não condiziam com a população mais antiga já instalada no Araguaia. O "povo da mata", na linguagem dos caboclos, não fazia sentido naquele ambiente. Aquela "gente sabida":41' era aceita pela comunidade mas não os enganava. Quando um dos guerrilheiros disse a um caboclo local que um sobrinho de "Cid" era bom de facão, recebeu como resposta: "Deve ser bom mesmo é de caneta".:411
Sem o conhecimento da população local, para a qual prestavam serviços médicos e davam aulas de alfabetização conquistando a estima do povo, aos poucos o grupo crescia. Com idade média inferior a 30 anos, no auge do vigor físico, estocavam alimentos, munição e remédios em pontos esparsos da mata e faziam treinamento militar, acostumando-se à vida na selva. Aprenderam a fazer fogo e caminhar duzentos metros em mata fechada sem se perder no caminho de volta.:410 Seus integrantes espalhavam-se por uma área de 6,5 mil km², numa extensão de 130 km.:400 O treinamento constante fazia com que alguns deles já fossem capazes de sobreviver sozinhos na mata levando consigo apenas armas, munição, sal e farinha. :401
Na virada do Ano Novo de 1971-72, os diferentes grupos juntaram-se numa comemoração de réveillon, quando imaginavam poder dar início a seus planos em breve, confiantes pelo tempo na selva. A festa, na região chamada Gameleira, teve comida, bebida e cantoria, e entre pedaços de veado e paca ao leite de castanha, recitaram I-Juca-Pirama de Gonçalves Dias e cantaram a Internacional Socialista e Apesar de Você, de Chico Buarque de Holanda. :412 Não era até então uma guerrilha pronta para o combate. Com poucas armas e poucos integrantes, a direção do PCdoB acreditava que com mais um ou dois anos de preparação, seria possível deflagrar a guerra de guerrilha rural revolucionária que era uma linha política do Partido, adepto da luta armada, desde 1962. Uma fuga, uma desistência, e duas prisões feita em Fortaleza e em São Paulo, bem longe dali, entretanto, faria com que os serviços de inteligência das Forças Armadas tomassem conhecimento dos guerrilheiros do Araguaia, antes do previsto e desejado.

### A descoberta da guerrilha
No início de 1972 o governo descobriu a existência da guerrilha e soube disso por informantes diferentes, sem que se possa precisar qual foi o primeiro.:413 Em novembro de 1971, dois guerrilheiros, Pedro Albuquerque e sua mulher, fugiram da área, desistindo da campanha. Em janeiro de 1972 ele foi preso em Fortaleza, no Ceará, e o CIE conseguiu o fio da meada que levava à guerrilha.:414 (Pedro, porém, sustentou ao longo dos anos que seus torturadores já conheciam a estrutura no Araguaia).
A outra informação veio de São Paulo. A mulher do guerrilheiro Lúcio Petit da Silva, um dos irmãos Petit, contraiu hepatite e tuberculose na selva. Saiu do Araguaia em fins de 1971 grávida e com um problema por curetagem mal feita, sendo levada até Goiânia para tratamento. Deveria voltar mas fugiu do hospital e desembarcou em São Paulo atrás da família.
Juntando as informações recebidas, cruzando os dados e mapeando a região, o governo localizou a área e estimou o efetivo da guerrilha. Em março de 1972, agentes da polícia federal passaram por Xambioá perguntando por forasteiros. Como havia outros pequenos focos subversivos por toda a Amazônia, apesar de avisada a guerrilha achou que aquilo não lhe dizia respeito.:414 Em abril, sob o comando do general-de-divisão Viana Moog e do comandante e general paraquedista Hugo Abreu, tropas do Exército Brasileiro entravam no Araguaia.

### Operação Papagaio
Em 21 de abril de 1972, os militares começaram a entrar na região, entre Marabá e Xambioá, primeiro com uma pequena equipe de cinco homens, um grupo de batedores do CIEx chefiado pelo major Lício Maciel - que trazia consigo como prisioneiro Pedro Albuquerque:102 - e logo em seguida com um batalhão de 400 homens acantonado em cada cidade. Bases foram sendo instaladas no interior e em agosto o total chegava a 1500 homens. Mascarando suas intenções reais, a notícia espalhada era que se tratava de uma manobra do IV Exército, cuja sede ficava em Recife, a 1600 km dali. Dentro dessa massa de soldados da infantaria regular, estavam homens do CIEx e paraquedistas, cuja missão era destruir a guerrilha. Era o início da primeira das três fases da campanha militar, a Operação Papagaio,:414-415 com três pequenas operações de coleta de informação e levantamento da área em seu bojo antes da chegada do grosso da tropa: "Peixe", "Ouriço" e "Olho Vivo".
Postos de controle foram montados na Transamazônica e na Belém-Brasília e uma base aérea aberta em Xambioá. O posto de comando foi instalado numa casa de telhado azul, às margens do rio Itacaiúnas. Os primeiros ataques a bases da guerrilha não conseguiram capturar ninguém, foram achados apenas materiais usados pelos guerrilheiros. Com a presença do exército, a guerrilha sumiu na floresta. Para muitos deles, o sentimento era de que "havia chegado a hora".:416

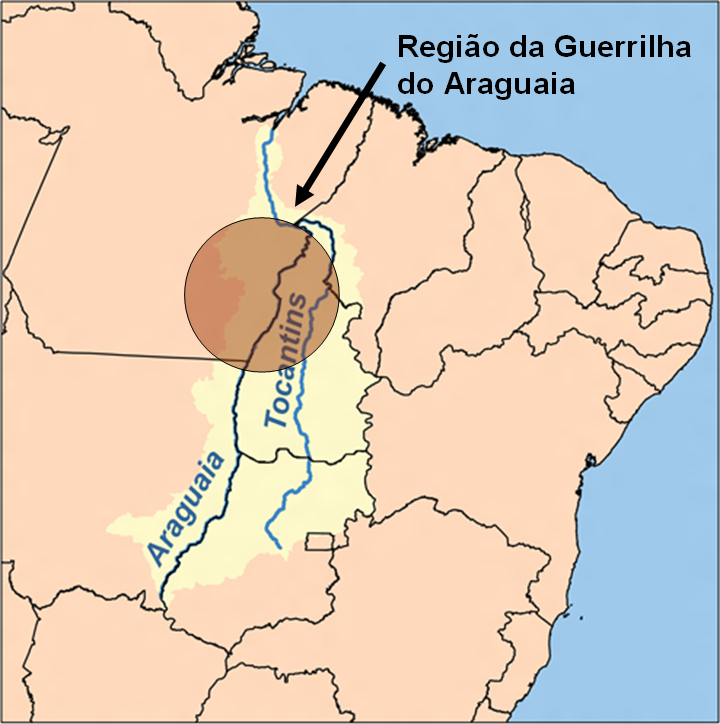
No mapa, em amarelo, a região do Araguaia. No círculo, a área de enfrentamento entre guerrilha e exército (1972-74)

A "hora", no entanto, pegou o PCdoB de surpresa, destruindo o capital inicial de qualquer força de combate de guerrilha, que é pegar seu adversário de surpresa. Contando com 71 homens e mulheres, espalhados em três destacamentos na mata (A, B e C), a unidade era mal armada. Cada um deles possuía um revólver com quarenta balas e o total do armamento se limitava a 25 fuzis, quatro submetralhadoras - duas de fabricação artesanal - trinta espingardas e quatro carabinas de caça, num total de 63 armas longas para 71 guerrilheiros.:416 Contra isso havia quase dois mil homens com fuzis FAL e submetralhadoras. Além disso, o arsenal da guerrilha não era de boa qualidade e muitas armas emperravam. Uma das guerrilheiras, depois de capturada, testemunharia que para acertar um alvo com seu fuzil numa árvore, precisava mirar três árvores adiante. :416
Apesar da vantagem, a Operação Papagaio começou mal para os militares. Na tarde de 5 de maio houve o primeiro confronto entre as duas forças. Uma pequena patrulha em busca de informações foi emboscada próxima a um riacho. A guerrilha atacou dispersando a tropa, ferindo um tenente, um sargento e matando o cabo Odílio Cruz Rosa, da 5ª Companhia de Guardas de Belém. Seu corpo ficou uma semana no mato, sendo recolhido já em estado de decomposição, porque a guerrilha — destacamento C, comandado por Osvaldão — impedia o pequeno efetivo militar disponível na área de chegar ao local.:114. Em 1973-74, na terceira e última campanha, por esse motivo os militares passariam a adotar a mesma prática, deixando insepultos na mata os corpos de guerrilheiros abatidos.:114 Num novo choque, mais um soldado morto e um sargento ferido. Vendo o que acontecia, o guia "China", caboclo da região arregimentado pelo Exército, temendo a represália posterior entrou no mato, se escondeu por dois dias e desapareceu do Araguaia: "Resolvi cair fora daquela guerra. Se eu não morresse ali iam me matar depois. Os soldados não entendiam nadinha de mato". :416
Mateiros e guias locais não-simpatizantes dos guerrilheiros eram citados em relatórios da Aeronáutica explicando o porque das dificuldades das tropas regulares na floresta: "fazem muito barulho, deixam muitas pistas, só se deslocam em estradas e picadas e usam muito helicóptero, fazendo com que a guerrilha saiba de antemão de sua aproximação".:126
A maior vitória inicial, entretanto, não foi notada. Com o ataque e o cerco do exército, ele manteve fora do Araguaia o comandante-em-chefe João Amazonas ("Cid") e Elza Monnerat ("Dona Maria"), organizadora geral da estrutura da guerrilha, que chegando de São Paulo com novas instruções e novos militantes — uma delas, Rioko Kayano, presa em Marabá, conheceria na cadeia e viria a ser a mulher de José Genoíno — foram obrigados a retornar da rodoviária pela vigilância e pressão do exército em toda área, sem conseguir entrar na mata.:418
Nesta primeira operação, o exército conseguiu localizar e infligir danos a apenas um dos destacamentos, o C, 25% do total de combatentes. A soma de mil cruzeiros era oferecida aos caboclos por informação sobre os "paulistas" na época, dinheiro suficiente para comprar um bom terreno. Vários foram assim localizados, presos ou mortos. O primeiro a cair foi "Jorge", denunciado por um mateiro. Bergson Gurjão Farias era um ex-estudante de química na Universidade Federal do Ceará e viria a ser o primeiro desaparecido no Araguaia. Emboscado por uma patrulha de paraquedistas, foi metralhado. Seu corpo foi pendurado numa árvore de cabeça para baixo e sua cabeça chutada pelos soldados.:117 Mais dois seguiram o mesmo caminho, Kleber Lemos da Silva, o economista "Carlito" e "Maria", a única mulher entre os irmãos Petit, Maria Lúcia Petit da Silva, ex-professora de 22 anos, morta em tocaia com um tiro no peito pelo camponês a serviço dos militares, João Coioió.:420 Foi enterrada em Xambioá em sepultura anônima, envolta num paraquedas e com a cabeça coberta com um plástico. (Sua ossada, descoberta em 1991, foi identificada por peritos da Unicamp em 1996. É um dos dois únicos guerrilheiros mortos cujo corpo foi encontrado e identificado.)
A colaboração dos caboclos da região não veio, porém, apenas do oferecimento de dinheiro. As Forças Armadas entraram na área como uma força de ocupação. :418 Comerciantes, mascates e vendeiros acusados de comercializar com a guerrilha foram presos, junto com um padre que incomodava o prefeito e um lutador de circo, este porque tinha cabelos grandes. Um fazendeiro capixaba que chegava no Araguaia para tomar posse de uma terra recém-comprada foi preso e jogado por três dias num buraco na terra coberto com uma tampa de madeira, dentro de um acampamento cercado com arame farpado onde já encontravam vários moradores do lugar. :418-419. Um barqueiro da região, Lourival Paulino, 55 anos, que costumava transportar os guerrilheiros pelo rio, foi preso no fim de maio, enfiado na cadeia de Xambioá de onde saiu morto, com um atestado de óbito de suicídio por enforcamento. :419 Um lavrador que havia dado comida a Osvaldão teve a roça incendiada e nunca mais foi visto.:405

Cabo Odilio Cruz Rosa, o primeiro morto na Guerrilha do Araguaia

Entre junho e agosto a ofensiva militar estancou e retraiu-se. Em quatro meses o exército tinha apenas conseguido prender ou matar menos de uma dúzia de militantes, localizar e isolar a área do Destacamento C sem chegar a nenhum de seus refúgios, ter informações desconexas sobre o B, e nunca teve conhecimento do A. Diante disso, retomou a ofensiva em setembro com um efetivo de 3.000 homens e de maneira diferente, tentando conquistar o povo da região e dissociando-se da atitude policialesca da primeira investida. Desembarcaram 2,5 toneladas de medicamentos, médicos e dentistas em Marabá, panfletaram toda a região com mensagens de guerrilheiros já capturados e obrigaram fazendeiros a reconhecerem direitos trabalhistas de seus empregados. :422-423 Duas vitórias importantes foram conseguidas neste mês, com a morte de João Carlos Haas Sobrinho, o "Dr. Juca", comandante-médico da guerrilha, morto em combate, e Helenira Resende, integrante do destacamento C, procurada em todo país e jurada de morte em São Paulo pelo delegado Sérgio Fleury, executada após captura.:424
A segunda investida, entretanto, teve resultados gerais ainda piores que a primeira. Programada para durar vinte dias durou apenas dez. No período, a guerrilha atacou uma base do 2º Batalhão de Infantaria da Selva e matou o sargento Mário Abrahim da Silva.:431-438 A ajuda dos mateiros pagos não produziu nenhuma emboscada de vulto. A FAB jogou bombas incendiárias numa serra careca onde jamais os guerrilheiros tinham pisado. Três áreas da mata sofreram bombardeio com napalm. Uma guerrilheira começava a criar fama no campo. Dinalva Oliveira Teixeira, a "Dina", ex-geóloga baiana que tinha virado parteira na região, sobrevivera a três combates, enfrentara sozinha um grupo de soldados, escapara ferida no pescoço e acertara no ombro o capitão paraquedista Álvaro Pinheiro, filho do comandante da Escola Nacional de Informações, general Ênio Pinheiro. :425 Os militares tinham especial determinação em achá-la, considerando-a uma ameaça à ação militar na região, no intuito de destruir o mito criado entre o povo do Araguaia para desmoralizar a guerrilha.:67
O disfarce da operação em manobra militar de rotina prejudicou mais do que ajudou. O governo impedia a publicação de manifestos do PCdoB mas o partido distribuía panfletos por todo o Araguaia, que chegaram até o sul. Em 24 de setembro, o jornal O Estado de S. Paulo publicava longa matéria - driblando a censura para notícias de movimentação de tropas - sobre as manobras militares. Dois dias depois a guerrilha brasileira era noticiada no New York Times. :428
Em outubro de 1972, as tropas retiraram-se. Para a guerrilha, mesmo que ainda operativa, as baixas foram significativas. Entre abril e outubro ela perdeu dezenove combatentes, oito mortos em combate, quatro assassinados depois da captura e sete presos e transferidos para Brasília. :424 O Exército nunca declarou seu número oficial de mortos e feridos. O general Viana Moog deixou a região falando em vitória e declarando que "o êxito da manobra excedeu as expectativas deste comandante".:425 Porém, o estrategista da campanha militar, general Antônio Bandeira, foi transferido da tropa para a direção da Polícia Federal, em Brasília. O capitão Pinheiro, ferido por "Dina", 23 anos depois já como coronel da reserva, listou as deficiências da operação: Uma concepção equivocada nos níveis operacional e tático, falta de unidade de comando, informações deficientes sobre o terreno e o inimigo, falta de continuidade nas operações, e uma grande diversidade de unidades empregadas e deficiências no treinamento. :426
Com relação ao último tópico assinalado pelo militar, a grande maioria dos soldados empregados no combate à guerrilha nesta operação, foi, na verdade, de recrutas cumprindo o serviço militar obrigatório, garotos de 18-19 anos sem nenhuma experiência.:430 Dona Domingas, uma moradora de São Geraldo do Araguaia, resumiu o quadro: "Eles passaram tudo por aqui chorando, tudo recruta na boléia do caminhão cheio, chorando". :427
A Operação Papagaio havia terminado. O Exército havia feito a maior mobilização de tropas da sua história desde a campanha da FEB na Itália, maior que três das quatro expedições contra Canudos, :400 usara um efetivo humano na proporção de 50 para 1,:126 e a guerrilha do Araguaia continuava onde sempre esteve. Mas o Governo Emílio Médici estava determinado a extingui-la. Em 1973, entrariam em cena os soldados profissionais da elite das Forças Armadas. Ia começar a Operação Sucuri.:433

### Operação Sucuri
A retirada das tropas deu nos caboclos e camponeses a impressão de que os "paulistas" tinham vencido a guerra. Um bate-pau que ajudou os militares, encontrado casualmente na mata por três guerrilheiros, foi assassinado a tiros. :424 João Coioió, o matador de Lúcia Petit, juntou a família e desapareceu da região.:423 Outros fingiram-se de ineptos. Com o fim do segredo entre a população do Araguaia sobre quem eram os "paulistas", a guerrilha lançou-se à propaganda, distribuindo folhetos com mensagens socialistas e até fazendo chegar cartas a jornais. Segundo um caboclo, "eles falavam em comunismo, mas ninguém sabia o que era aquilo".:429
No primeiro semestre de 1973, a guerrilha reorganizou-se. Depósitos de mantimentos e munições foram espalhados em refúgios pela floresta. Recrutaram mais dois combatentes entre os moradores da região e formaram treze grupos clandestinos de apoio, num total de 39 pessoas. Mataram três colaboradores dos militares, um deles um jagunço da região e atacaram um posto da PM na estrada Transamazônica. Cercaram a base, atearam fogo no telhado de palha, renderam os cinco soldados da guarnição e fugiram levando as fardas, seis fuzis e um revólver.:431 Em agosto, a direção da guerrilha "justiçou" (fuzilou), após julgamento na selva, um dos militantes por fraqueza ideológica e adultério.:56 Eram até então um total de 56 homens e mulheres, dos quais seis camponeses. Faltavam roupas, calçados e munição e não houve mais reforços porque o PCdoB já havia sido desbaratado em seis estados. As armas continuavam insuficientes, mas o moral estava alto. A proximidade do período chuvoso no Araguaia, que impedia a movimentação de grandes veículos, lhes dava a suposição de que o exército só voltaria no começo de 1974.

Grupo de guerrilheiros no Araguaia

Em abril de 1973 começou a segunda investida, denominada Operação Sucuri. Diferente da anterior, esta foi uma operação de Inteligência. O fracasso em derrotar a guerrilha em 1972 tinha tirado da estrutura convencional do exército o planejamento das operações, agora feito pelo CIE, sob o comando do general Milton Tavares de Souza. Em maio, oficiais, sargentos e cabos do DOI de Brasília e da 3ª Brigada de Infantaria Motorizada, em número reduzido, começaram a se infiltrar na região. Ao invés da ostentação da Operação Papagaio, os militares chegavam disfarçados, a maioria sem documentos ou documentos falsos, vestidos como civis. Um pseudo-agrônomo do INCRA estabeleceu-se em Xambioá com o nome de "Dr. Luchini". Era o capitão Sebastião Rodrigues de Moura, vulgo Curió. :434 Além da guerrilha, agora o exército também tinha codinomes.
Homens com aparência de caboclos abriam bodegas na estrada, tornavam-se comerciantes de alho, compravam roças, abriam padarias, madeireiras de pequeno porte, e um chegou a vender munição para os guerrilheiros para não levantar suspeitas. Tinham sido todos ambientados à vida rural passando um tempo em chácaras ao redor de Brasília.:434 Os novos moradores anotavam as informações do que viam, conseguiam pistas da movimentação pela área, identificavam os guerrilheiros e os camponeses que tinham contato com eles e "Curió" passava de lancha voadora pelo rio no fim de semana recolhendo os relatórios.:151 Entre abril e outubro a guerrilha foi mapeada, nomes catalogados, caboclos e mateiros ligados aos guerrilheiros identificados. Em abril, um fichário sigiloso continha 51 nomes de moradores da região. Em setembro, passou para 400 nomes.:434
O sigilo de tudo relacionado à guerrilha era justificado pelos militares como "um propósito para negar aos guerrilheiros o reconhecimento de que as Forças Armadas estavam sendo empregadas num problema de defesa interna desta natureza." O general Médici temia que a propagação de notícias de combates desse notoriedade à guerrilha e transformasse o Araguaia numa "zona liberada", como o que ocorria em regiões do Sudeste Asiático.:36
Terminado o levantamento de Inteligência - Plano de Informações Sucuri Nº 1 - em que até quadros com fotografias e biografias de guerrilheiros e moradores foram montados no centro de operações em Marabá, em outubro de 1973 os soldados voltaram. Diferente da primeira investida com soldados e recrutas conscritos, agora a tropa, sem uniformes, cabeludos e barbudos como os locais, era composta por homens da Brigada Paraquedista, Batalhão da Selva, Batalhão de Forças Especiais e helicópteros da FAB descaracterizados, a elite das Forças Armadas. :436-437 Em quantidade menor e sem identificação. O segredo de Estado na luta no Araguaia produziu a clandestinidade das ações. Diferente do combate à luta armada nas cidades, não houve inquéritos policiais-militares, nem denúncias formais, nem sentenças judiciais. A ordem era não fazer prisioneiros, e prisioneiros não seriam feitos.:432 Tinha início a terceira e última investida militar no Araguaia, a Operação Marajoara.

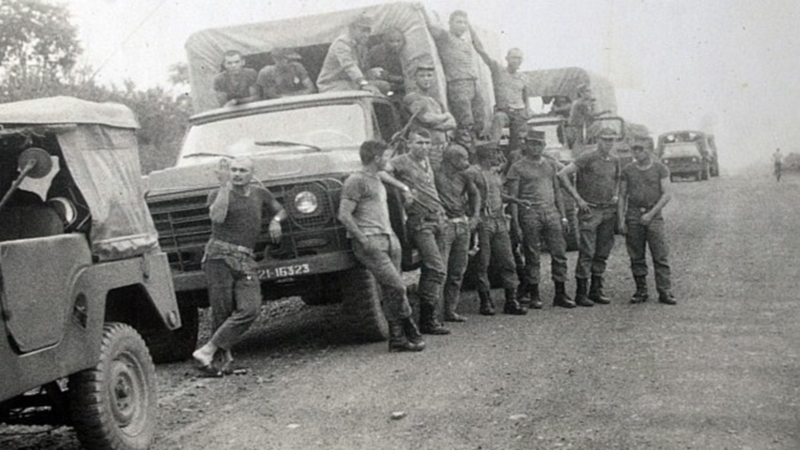
Comboio de veículos de transporte do Exército Brasileiro

### Operação Marajoara
Em 7 de outubro de 1973 a tropa voltou ao Araguaia. Um efetivo menor, cerca de 400 homens, disfarçados e sem uniforme mas com grande quantidade de armamento, que eram deixados em vários povoados da área ocupada pelos guerrilheiros. Alguns deles chegavam escondidos em caixotes ocos dentro de caminhões de transporte de madeira. Para os locais, eram funcionários da "Agropecuária Araguaia" e da "Mineração Aripuanã". :436
Chegaram prendendo moradores. Lavradores e pequenos comerciantes foram levados para prisões em Xambioá e Marabá. Alguns colocados em buracos abertos em clareiras com grade em cima. Em Tabocão, onde havia dezessete homens, foram todos presos e relatos de tortura começavam a aparecer: "Moço, tinha nego lá que tava azul que nem carne roxa.":437 Antes das refeições os presos eram colocados em fila, nus, e obrigados a cantar "É um tal de soca-soca, é um tal de pula-pula"; quem errasse a letra, apanhava. Um camponês, de quem se suspeitava saber informações dos guerrilheiros, foi colocado num pau de arara em cima de um formigueiro, com o corpo lambuzado de açúcar e comido pelas formigas até confessar o que sabia.
Nas duas primeiras campanhas os caboclos eram convencidos muitas vezes a colaborar com os militares em troca de prêmios em dinheiro. Na Operação Marajoara a escolha era outra. Mais de 20 se tornaram guias do exército. "Zé Catingueiro", um caboclo local, nos meses anteriores colaborava com os guerrilheiros levando mensagens deles aos locais convidando-os a se juntarem ao grupo. Com a chegada da tropa, meses depois matou a guerrilheira "Cristina", Jana Moroni. O matuto Ângelo Lopes de Souza, 40 anos, conhecia bem a guerrilha e os lugares por onde andavam. Levado para o campo de arame farpado montado na base de Bacaba, passou um mês preso. Recebeu proposta de guiar os militares e aderiu: "Tinha certeza que se não aceitasse seria morto". Um lugarejo, o sítio Água Boa, em São Domingos do Araguaia, foi totalmente incendiado.:430
A chegada do CIEx e das tropas de elite na região decretou um toque de recolher voluntário entre os moradores. Ninguém saía de casa à noite. A estratégia militar de intimidação provocou adesões aos dois lados; a eles, pelo medo, e aos guerrilheiros, para fugir dos militares, incluindo meninos alunos das aulas de alfabetização de Jana Moroni e Maria Célia Correa, a "Rosa", ex-bancária carioca e estudante de Filosofia na UFRJ.:440

Corpos de guerrilheiros mortos com as mãos amarradas, observados por militares. Araguaia, década de 1970

Entre outubro de 1973 e outubro de 1974 a guerrilha foi sistematicamente exterminada. Pequenos grupos de combate adentravam a selva com mais poder de fogo cada um deles que todos os guerrilheiros juntos. Os oficiais e sargentos carregavam um relatório, chamado de "Normas Gerais de Ação - Plano de Captura e Destruição", que trazia a identificação de guerrilheiros a serem abatidos por prioridade. Os integrantes da chamada Comissão Militar da Guerrilha deveriam ser os primeiros a ser eliminados. No dia de natal de 1973, houve a primeira grande vitória dos militares, com a morte, numa emboscada, do comando militar guerrilheiro. Maurício Grabois, o chefe combatente do PCdoB foi morto junto com seu genro, Gilberto Olímpio Maria, o "Pedro", e mais três combatentes. :447
A partir daí a guerrilha perdeu a condição de força militar organizada, dividindo-se em colunas dizimadas aos poucos, num período de seis meses. De um lado, tornou-se uma caçada humana; de outro, uma fuga pela vida. Helicópteros sobrevoavam a floresta com alto-falantes oferecendo rendição aos guerrilheiros; quem aceitava era assassinado.:453 Osvaldão foi morto pelo mateiro "Piauí", liderando uma patrulha. Foi degolado e seu corpo transportado pela floresta, pendurado pelas pernas numa corda amarrada a um helicóptero. "Piauí" ganhou uma gleba de terra de presente do exército e viveu da fama. Morreu na miséria em 1993 e seu sepultamento foi pago pelo governo.:459 "Sônia" morreu em confronto com uma patrulha, emboscada na beira de um rio, e antes de ser metralhada feriu os dois comandantes da patrulha, o major Licínio e o capitão Curió. Pedro Alexandrino, o "Peri", encontrado sozinho na mata apenas com um garrucha e um quilo de sal, levou um tiro a cabeça e, transportado para a base de Xambioá, teve seu corpo chutado pelos soldados até a intervenção de um oficial exigindo respeito pelo inimigo morto.:459 Dinaelza Coqueiro, a "Mariadina", presa depois de denunciada por camponeses, levada à Curió na casa de telhado azul, cuspiu-lhe na cara e morreu fuzilada sentada numa clareira.:208
Vários outros, através do depoimento de testemunhas, foram presos e executados. A temida "Dina" foi presa em agosto de 1974 junto com Luiza Garlippe, enfermeira paulista e comandante médica do que restava da guerrilha; as duas foram assassinadas. Os dois irmãos Petit até então sobreviventes desapareceram. :459 Antônio de Pádua Costa, o "Piauí", ex-estudante de astronomia no Departamento de Física da UFRJ que havia assumido o comando do principal destacamento da guerrilha após a morte de Grabois, foi preso depois de um luta corporal na mata com o sargento José Vargas Jiménez - codinome na selva "Chico Dólar" - entregue vivo ao CIEx e hoje é um desaparecido político.
Com o exército calculando que o número total de guerrilheiros restantes não fosse maior do que vinte, as tropas começaram a ser retiradas nos primeiros meses de 1974, deixando apenas alguns homens do CIE e do Batalhão de Operações Especiais. Em seu lugar, foram formadas pequenas patrulhas de caçadores chamadas de Grupos Zebra. Compostas de mateiros e militares, especialmente sargentos e cabos, adentraram a selva por meses caçando os guerrilheiros sobreviventes desgarrados. Vários foram mortos assim e recompensas financeiras pagas.:459 Para identificação de guerrilheiros mortos, os militares os fotografavam antes de enterrá-los na mata. Mais de 40 foram fotografados. Quando não havia uma câmera disponível, cortava-se o polegar direito, a mão inteira do cadáver ou mesmo a cabeça.:39 Em outubro de 1974, a última sobrevivente foi encontrada, descalça e mancando no mato. Era Walkíria Afonso Costa, a "Walk", ex-estudante de Pedagogia da UFMG. Levada a Xambioá, foi executada em 25 de outubro de 1974.:460
Documentos encontrados anos depois, constantes no arquivo da Câmara dos Deputados e liberados para consulta pública, mostram ordens detalhadas de oficiais da Marinha, um deles o comandante-geral do Corpo de Fuzileiros Navais, Edmundo Drummond Bittencourt, ainda em setembro de 1972, para a eliminação dos guerrilheiros capturados. Em 2009, o Major Curió revelou que as Forças Armadas executaram 41 guerrilheiros no Araguaia depois de serem presos vivos.
De todos os integrantes da guerrilha que atuavam no Araguaia no início da Operação Marajoara, apenas dois escaparam: Ângelo Arroyo, morto dois anos depois em São Paulo no episódio conhecido como Chacina da Lapa, e Micheas Gomes de Almeida, o "Zezinho do Araguaia", que, acompanhando Arroyo na travessia do Maranhão e do Ceará para escapar da área de conflito, desapareceu por mais de vinte anos, sendo encontrado em Goiânia em 1996 depois de viver em São Paulo com outra identidade, e ainda hoje vivo.:451-452 Do lado dos militares, o número estimado de mortos é de dezesseis.

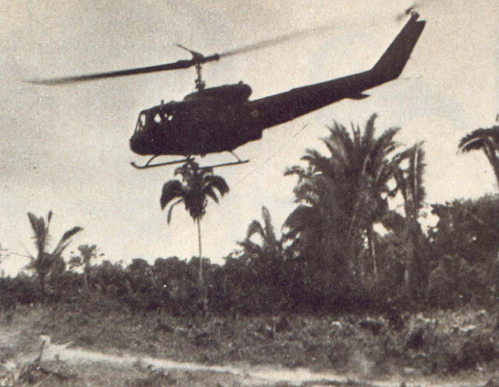
Helicóptero Bell UH-1 Iroquois sobrevoa a região do Araguaia

### Operação Limpeza
No início de 1975, com a guerrilha já exterminada, as Forças Armadas deram início a uma operação de ocultação de todos os fatos acontecidos no Araguaia, diante da política de sigilo absoluto determinada pelo governo, agora do general Ernesto Geisel. Chamada de Operação Limpeza, o objetivo era apagar os rastros da luta e dos corpos deixados para trás, enterrados pela selva. Aproximadamente 60 guerrilheiros haviam sido mortos, cerca de ⅔ deles assassinados após captura e tortura.
Documentos foram queimados, acampamentos desmontados e os corpos retirados de suas covas, muitas delas rasas, e queimados. Suely Kanayama, a "Chica", morta em fins de 1974 num confronto com militares em que levou mais de cem tiros, tinha sido enterrada na base da Bacaba (hoje Vila Santana). Seu corpo foi desenterrado, enfiado num saco plástico, embarcado num helicóptero junto com outros e levado até o alto da Serra das Andorinhas – que passou a ser conhecida também como Serra dos Martírios após o episódio – onde foi queimado entre pneus velhos encharcados de gasolina. A operação durou cerca de dez dias, com corpos sendo desenterrados e transportados nos helicópteros. Por causa do cheiro da decomposição, os pilotos usavam máscaras contra gases e lenços encharcados de perfume. Relatos também indicam o transporte em barcos de sacos contendo restos para a região conhecida como "inflamável", a parte mais funda do rio Tocantins, perto de Marabá.
Nos anos seguintes, vieram à tona registros de sucessivas operações de encobrimento na região, atingindo inclusive os vivos, caboclos que conheciam os guerrilheiros e tinham o hábito de falar muito. Mesmo muitos anos depois, no período inicial da redemocratização no país, há registros dessas atividades, feitas por militares disfarçados de parentes, ainda retirando ossos de locais determinados e dissolvendo-os em ácido, com os fragmentos enterrados em outros lugares ou jogados nos rios da região.
De parte do governo brasileiro, Ernesto Geisel foi o único presidente a falar, superficialmente, sobre o assunto, numa mensagem enviada ao Congresso, em 15 de março de 1975, onde dizia que houve tentativas de se organizar "bases de guerrilheiros no interior desprotegido e distante", em "Xambioá-Marabá, ao norte de Goiás e sudeste do Pará" e que todas tinham sido "completamente reduzidas". Depois disso houve apenas a instalação de uma comissão no Congresso que não chegou a nenhum resultado e os militares, oficialmente, nunca quebraram o silêncio sobre a luta no Araguaia.
Apenas em 2014, o ex-coronel reformado Paulo Malhães, um dos principais militares envolvidos na repressão aos subversivos da época e integrante do Centro de Informações do Exército (CIE), envolvido nos assassinatos e desaparecimentos da Casa da Morte, centro clandestino de torturas do exército em Petrópolis, Rio de Janeiro, e no desaparecimento do deputado federal Rubens Paiva em 1971, veio a público, em depoimento à Comissão Nacional da Verdade, esclarecer alguns dos métodos usados pelos militares contra os mortos do Araguaia. Na segunda metade da década de 70, Malhães chefiou uma missão de "limpeza" na área encarregada de dar fim aos corpos dos guerrilheiros abatidos. Eles foram desenterrados, tiveram os dedos das mãos e as arcadas dentárias arrancadas para impedir a identificação e jogados nos rios da região, em sacos plásticos impermeáveis cheios de pedras com peso calculado, depois de terem as barrigas abertas para evitar que inchassem e flutuassem. Malhães afirmou que o método usado no Araguaia para sumir com os corpos foi igual ao usado contra os mortos da guerrilha em áreas urbanas.

## Legado
Assunto tabu mesmo entre os militares, os fatos relativos à guerrilha foram envoltos num véu de silêncio por muitos anos e mesmo hoje, quando vários livros foram escritos sobre o episódio, inclusive por militares, mas nenhum deles endossado por fontes governamentais, a versão oficial do conflito pelas Forças Armadas e pelo extinto regime militar é desconhecida. Alguns livros e reportagens tiveram acesso a documentos oficiais descobertos, mas as Forças Armadas nunca se pronunciaram oficialmente sobre eles.
Nos anos posteriores, mesmo ainda durante a ditadura militar, parentes e organizações de direitos humanos começaram a busca pelos desaparecidos. Já em 1980, familiares dos mortos percorriam a região do Araguaia em busca de informações. Em 1982, no governo João Figueiredo, 22 parentes de guerrilheiros instauraram um processo contra a União, pedindo que a Justiça exigisse do Exército documentos comprobatórios das mortes para que fossem providenciados atestados de óbito. Em 1991, por conta própria, parentes começaram escavações no Cemitério de Xambioá, o que resultou no encontro e posterior identificação – em 1996 – dos ossos da guerrilheira Lúcia Petit, a primeira ossada de guerrilheiro identificada por DNA. No mesmo ano da identificação dos restos de Lúcia, uma nova ossada foi achada em Xambioá. Em 2009, foi identificada com sendo do guerrilheiro Bergson Gurjão Farias, morto em 1972 durante a primeira fase de operações, a Operação Papagaio. São os dois únicos casos de recuperação de ossos e identificação positiva até hoje.
Após a redemocratização, entidades de parentes das vítimas e de direitos humanos passaram a pressionar os sucessivos governos e a Justiça por informações sobre os guerrilheiros desaparecidos e a localização de seus restos. Em 1995, depois de duas décadas de silêncio oficial, familiares, através da organização internacional Human Rights Watch e do Centro pela Justiça e o Direito Internacional (CEJIL) enviaram petição à Corte Interamericana de Direitos Humanos da Organização dos Estados Americanos (OEA), pela intervenção junto ao governo brasileiro pelo direito à informação.
Em julho de 2003, a 1ª Vara Federal do Distrito Federal ordenou a quebra de sigilo das informações militares sobre a Guerrilha do Araguaia, dando um prazo de 120 dias à União para que fosse informado onde se encontram sepultados os restos mortais dos familiares dos autores do processo, assim como rigorosa investigação no âmbito das Forças Armadas brasileiras. Em agosto, a Advocacia-Geral da União apelou da sentença que determinava de abertura dos arquivos, embora reconhecesse o direito dos autores de tentar localizar os restos mortais de seus familiares desaparecidos. O governo de Luiz Inácio Lula da Silva criou em 3 de outubro uma comissão interministerial para localizar restos mortais. Esta comissão solicitou os documentos, sendo informada de que os mesmos não existiam. Depois disto, após passar pelo Superior Tribunal de Justiça e pelo Supremo Tribunal Federal, o processo voltou à Justiça de primeira instância para a fase de cumprimento de sentença. O processo está sob apreciação da Juíza Federal Solange Salgado.

Pesquisadores do GTA realizam escavações na região de Xambioá e Marabá, no Araguaia. Foto: Divulgação / Ministério da Defesa.

Em abril de 2009, a Comissão Interamericana de Direitos Humanos (CIDH), órgão da Organização dos Estados Americanos (OEA) que cuida da observância dos direitos humanos nos países pertencentes à organização, abriu uma ação contra o governo brasileiro por detenção arbitrária, tortura e desaparecimento de 70 pessoas - entre guerrilheiros, moradores da região e camponeses ligados à Guerrilha do Araguaia durante a ditadura militar brasileira. Em dezembro de 2010, a Corte acatou a denúncia da CIDH e condenou o Estado brasileiro por utilizar a Lei da Anistia como pretexto para não julgar os oficiais envolvidos na repressão à guerrilha.
Em agosto de 2011, sob sigilo, a Aeronáutica organizou a Operação Marabá, primeira missão militar governamental ao local onde se encontra o provável crematório dos guerrilheiros desaparecidos, na Serra das Andorinhas, Pará. A expedição contou com representantes da FAB, Ministério da Justiça, Ministério da Defesa, Secretaria Especial de Direitos Humanos e Polícia Federal. Os militares foram guiados pelo coronel da reserva da aeronáutica Pedro Corrêa dos Santos Cabral, autor do livro Xambioá - Guerrilha do Araguaia, no qual conta, como testemunha ocular, detalhes do transporte e queima destes corpos, piloto de helicóptero que foi na época da guerrilha. Visava descobrir o local exato onde os corpos teriam sido queimados e osso enterrados, mas não se conhece ainda o teor completo do relatório final da expedição.
A instalação da Comissão Nacional da Verdade em 16 de maio de 2012, criada para investigar violações de direitos humanos ocorridas entre 1946 e 1988 no Brasil por agentes do Estado, é mais uma tentativa de se esclarecer, entre outros do período, os fatos referentes à guerrilha e a obter documentos e depoimentos que possam levar à localização dos desaparecidos no Araguaia. Está inclusive prevista a obtenção de ajuda tecnológica estrangeira para exames de DNA nas ossadas que através dos anos foram encontradas na região, mas ainda não puderam ser identificadas por causa do avançado estado de degradação dos ossos. O Grupo de Trabalho Araguaia (GTA), órgão criado pelo Estado brasileiro em 2011, que envolve vários órgãos públicos com a missão de "coordenar e executar, conforme padrões de metodologia científica adequada, as atividades necessárias para a localização, recolhimento, sistematização de todas as informações existentes e identificação dos corpos de pessoas mortas na Guerrilha do Araguaia" e realiza buscas e escavações na área, teve primeiramente o prazo final para suas investigações definido até 6 de maio de 2014, mas foi prorrogado e as buscas continuam durante o ano de 2015. Em maio de 2016, em fins do governo da presidente Dilma Rousseff, o GTA ainda continuava em atividade.
Em 2016, após Michel Temer assumir a Presidência da República, os trabalhos do GTA foram paralisados no Araguaia. Em 2016 e 2017 nenhuma expedição foi realizada à região. De acordo com o governo federal na época, a paralisação se deu por conta das mudanças na estrutura do governo após a extinção e posterior recriação do Ministério dos Direitos Humanos, ambas determinadas por Temer. As buscas no Araguaia eram feitas anualmente, quase sempre no segundo semestre (após a temporada de chuvas na Amazônia), mas em 2016–2017 nenhuma foi realizada. O período coincide com o impeachment da presidente Dilma Rousseff e a chegada ao poder do presidente Temer. Não houve ainda nenhuma nova expedição a partir dessa época, oficialmente por questões burocráticas. Após a posse do novo presidente, Jair Bolsonaro, as pesquisas foram suspensas por ordem do novo governo em setembro de 2019.

## Filmografia
- Araguaya - A Conspiração do Silêncio (2004) – filme dramatizado baseado na guerrilha dirigido por Ronaldo Duque.
- Camponeses do Araguaia – A Guerrilha Vista por Dentro (2010) –  documentário dirigido por Vandré Fernandes.
- Araguaia, presente! (2018) – Documentário sobre a guerrilha produzido por Arthur Moura e André Queiroz.[52]
- Soldados do Araguaia (2018) – documentário sobre a guerrilha dirigido por Belisário Franca.[53]

## Bibiografia adicional
- Sposito, Mechi, Patricia (2015). Os protagonistas do Araguaia : trajetórias, representações e práticas de camponeses, militantes e militares na guerrilha. Rio de Janeiro: Ministério da Justiça, Arquivo Nacional. ASIN 8560207716. ISBN 9788560207718. OCLC 921612645
- GASPARI, Elio — A Ditadura Escancarada, as Ilusões Armadas , Companhia das Letras, 2002
- GORENDER, Jacob — Combate nas Trevas São Paulo: Ática, 1987.
- PESSOA, Romualdo Campo Filho — Guerrilha do Araguaia: a esquerda em armas Editora UFG, 1997 ISBN 8572740791
- MORAIS, Tais de. SILVA, Eumano — Operação Araguaia: os arquivos secretos da guerrilha São Paulo: Geração Editorial, 2005. 656p. ISBN 8575091190
- PORTELA, Fernando — Guerra de Guerrilha no Brasil: A Saga do Araguaia, Nova entrevista de José Genoino São Paulo: Editora Terceiro Nome, 2002. 317p. ISBN 8587556118
- PORTELA, Fernando — Guerra de Guerrilhas no Brasil. São Paulo: Global Editora, 1979. ISBN 8587556118
- STUDART, Hugo — A Lei da Selva: estratégias, imaginário e discurso dos militares na Guerrilha do Araguaia. São Paulo: Geração, 2006. ISBN 8575091395
- STUDART, Hugo — Borboletas E Lobisomens: Vidas, Sonhos E Mortes Dos Guerrilheiros Do Araguaia . Rio de Janeiro: Editora Francisco Alves, 2018, 660 pp. ISBN 8526504908
- CABRAL, Pedro Correa — Xambioá: guerrilha no Araguaia, Record, 1993 ISBN 9788501041166
- DEL NERO AUGUSTO, Agnaldo — A Grande Mentira, Bibliex - Biblioteca do Exército, 2001. ISBN 9788570112897
- NOSSA, Leonêncio — Mata! O Major Curió e as guerrilhas no Araguaia, Companhia das Letras, 2012. ISBN 9788535921113
- PINHEIRO, Daniel Cavalcante - Dower:uma história no Araguaia, Editora UFC, 2024 ISBN 9786587371146